# Дабтроника
Дабтроника (англ. dubtronica) — музыкальный стиль, сочетающий электронику и даб в утончённой манере. Предполагают, что корни дабтроники растут либо из экспериментов начала 1980-х английского On-U Sound Records и Mad Professor'a, выпустившего альбом «Dubtronic» в 1998 году, либо из немецкого глитча, техно середины 1990-х. Стоит принимать во внимание, что термин не универсален, а скорее носит уточняющий характер, так как многие артисты и слушатели предпочитают называть такую музыку просто «даб».
Дабтроникой можно охарактеризовать электронную музыку, в которой: используются ударные (будь то хаус, техно или брейкбит) с реверберацией, создающие ощущение объемного гулкого помещения; присутствует мелодия с дилеем; и глубокие бас-линии, характерные для даба. В некоторых треках можно встретить реггей а капелла с характерным эхом для создания более органичной и «доступной» для восприятия формы музыки.

## Музыканты и продюсеры
- Adrian Sherwood
- Banco de Gaia
- Basic Channel
- Beat Pharmacy
- Bill Laswell
- DigiDub
- Dreadzone
- Dub Syndicate
- Dub Tractor
- Dubtronic Science
- Fenin
- Geiom
- Helixir
- International Observer
- Kit Clayton
- Litesound
- Loop Guru
- MADDUB
- Meteo
- Ott
- Pole
- Pulshar
- Rhythm & Sound
- Roy Harter
- Sandoz
- Deadbeat
- Sub Dub
- Syncom Data
- The Orb
- Thievery Corporation
- Thomas Fehlmann
- Tsunami Wazahari
- Woob